# Théorie des intelligences multiples
 (juin 2018).
La théorie des intelligences multiples suggère qu'il existe plusieurs types d'intelligence chez l'enfant et chez l'adulte. Cette théorie fut proposée pour la première fois par Howard Gardner en 1983, et enrichie en 1993.
Elle est utilisée dans de nombreux établissements scolaires afin de développer l'estime de soi des élèves, leur apprendre à apprendre, les aider à réfléchir à leur parcours scolaire. Sur le plan scientifique, la théorie des intelligences multiples de Howard Gardner fait l'objet de très nombreuses critiques, car sa théorie n'est pas validée par les recherches expérimentales sur l'intelligence humaine. Elle est de plus largement considérée comme un neuromythe par les spécialistes et Howard Gardner a lui-même admis que sa théorie n'était aujourd'hui plus d'actualité sur le plan scientifique.

## Origine de la théorie
En 1983, Howard Gardner publie le livre Frames of Mind : the Theory of Multiple Intelligence, où il critique l'emploi des tests d'intelligence dans le cadre de l'orientation scolaire des enfants. Il y défend l'idée que l'intelligence des enfants en échec scolaire aux États-Unis est comprise différemment. Selon lui, les tests d'intelligence ne mesureraient pas plusieurs types d'intelligences qui ont également un impact sur la vie de l'enfant. Il décrit sept types d'intelligence. En 1993, il complète sa théorie et parle d'un huitième type d'intelligence (naturaliste).
Une traduction française de ce livre a été publiée en 1997 sous le titre Les formes de l'intelligence (Odile Jacob). Il y présente huit types d'intelligence.

## Description des intelligences décrites par Howard Gardner
Gardner définit l'intelligence comme « an ability or a set of abilities that permits an individual to solve problems or fashion products that are of consequence in a particular cultural setting » (une capacité ou un ensemble d'aptitudes qui permet à une personne de résoudre des problèmes ou de concevoir un produit qui sont importants dans un certain contexte culturel),.

### Intelligence linguistique
L'intelligence linguistique est définie par Gardner comme la « capacité à utiliser et à comprendre les mots et les nuances de sens ». Elle est appliquée en écriture, en édition et en traduction en particulier. Elle concerne l'entrée (input) des stimuli linguistiques (écouter ou lire), et la production (output) de langage (parler, écrire). L'intelligence linguistique est aussi la capacité à comprendre comment le langage affecte les émotions dans le cas des rhétoriciens, écrivains et poètes, par exemple.
L'intelligence linguistique consiste à utiliser le langage pour comprendre les autres et pour exprimer ce que l'on pense. Elle permet l'utilisation de la langue maternelle, mais aussi d'autres langues.
C'est l'intelligence la plus mise en avant et utilisée à l'école avec l'intelligence logico-mathématique[réf. nécessaire].
On la retrouve chez les écrivains et les poètes, les traducteurs et les interprètes. Tous les individus qui manipulent le langage à l'écrit ou à l'oral utilisent l'intelligence linguistique : orateurs, avocats, poètes, écrivains, mais aussi les personnes qui ont à lire et à parler dans leur domaine respectif pour résoudre des problèmes, créer et comprendre.

### Intelligence logico-mathématique
L'intelligence logico-mathématique permet de résoudre des problèmes abstraits de nature logique ou mathématique. C'est la capacité de manipuler les nombres et de résoudre des problèmes logiques. Gardner souligne que « mathematics involves more than logic, such as the capacity to entertain long chains of logical relations expressed in symbolic form » (les mathématiques ne font pas appel seulement à la logique mais également à la capacité de manipuler de longues chaînes de relations logiques exprimées sous des formes symboliques).
Les personnes qui ont une intelligence logico-mathématique développée possèdent la capacité de calculer, de mesurer, de faire preuve de logique et de résoudre des problèmes mathématiques et scientifiques. Elles analysent les causes et les conséquences d'un phénomène ou d'une action. Elles peuvent catégoriser et ordonner les objets.
L'intelligence logico-mathématique est, selon Gardner, particulièrement utile dans les sciences, les affaires ou encore en médecine.
Toutefois, Bourgois-Costantini estime que le problème majeur du monde occidental vient de ce que nous avons privilégié cette intelligence logico-mathématique au détriment des autres, notamment avec l'instauration des tests de Q.I.

### Intelligence spatiale
L’intelligence spatiale est la « capacité de trouver son chemin dans un environnement donné et d'établir des relations entre les objets dans l'espace ». Elle permet de voir la continuité d'une image en rotation dans l'espace, de créer une image mentale. Par exemple, elle permet de bien arranger des objets dans un espace comme des valises dans un coffre de voiture, ou d'établir un plan de route pour aller d'un point à un autre, etc..
Elle est utilisée dans des domaines comme l'architecture, la menuiserie ou l'urbanisme. Elle est utile en mathématiques et dans le jeu d'échecs.

### Intelligence intra-personnelle
L'intelligence intra-personnelle permet de se former une représentation de soi précise et fidèle et de l'utiliser efficacement dans la vie. Elle sollicite plus le champ des représentations et des images que celui du langage. Il s'agit de la capacité à décrypter ses propres émotions, à rester ouvert à ses besoins et à ses désirs. C'est l'intelligence de l'introspection, de la psychologie analytique. Elle permet d'anticiper sur ses comportements en fonction de la bonne connaissance de soi. Il est possible, mais pas systématique, qu'une personne ayant une grande intelligence intrapersonnelle, soit qualifiée par son entourage de personne égocentrique.[réf. nécessaire]
L'intelligence intrapersonnelle est en rapport avec la sensibilité d'une personne à ses propres potentialités et ses limites, ses propres émotions,. C'est la capacité de se comprendre soi-même. Le contrôle de soi en fait également partie.
L'intelligence intrapersonnelle est très sollicitée dans les métiers de conseil, de psychologie et psychiatrie.

### Intelligence interpersonnelle
L’intelligence interpersonnelle est la capacité de comprendre les autres, de communiquer avec eux et d'anticiper l'apparition d'un comportement.
Elle permet à l’individu d’agir et de réagir avec les autres de façon correcte et adaptée. Elle l’amène à constater les différences et nuances de tempérament, de caractère, de motifs d’action entre les personnes. Elle permet l’empathie, la coopération, la tolérance, la manipulation. Elle permet de détecter les intentions de quelqu’un sans qu’elles soient avouées. Cette intelligence permet de résoudre des problèmes liés à nos relations avec les autres ; elle nous permet de comprendre et de générer des solutions valables pour les aider.
Les personnalités charismatiques ont toutes une intelligence interpersonnelle très élevée[réf. nécessaire]. L'intelligence interpersonnelle culmine chez les personnes faisant preuve de beaucoup d'empathie, ce qui caractérise les bons enseignants, les bons thérapeutes et les bons leaders.
L'intelligence interpersonnelle est importante dans les professions de politicien, commerçant, enseignant, manager d'équipe et guide spirituel,.

### Intelligence corporelle-kinesthésique
L’intelligence corporelle-kinesthésique est la capacité d’utiliser le contrôle fin des mouvements du corps dans les activités comme le sport et les danses. Elle permet aussi d'utiliser son corps pour exprimer une idée ou un sentiment ou réaliser une activité physique donnée[réf. souhaitée]. Gardner a clarifié dans certaines publications ultérieures à son livre que l'intelligence corporelle-kinesthésique est celle qui se développe à force d'intense pratique et d'expertise.
Elle est particulièrement utilisée par les professions de danseur, d'athlète, de chirurgien et d'artisan,.

### Intelligence musicale
Elle constitue l’aptitude à percevoir et créer des rythmes et mélodies, de reconnaître des modèles musicaux, de les interpréter et d'en créer. Cette intelligence engage des processus actifs et passifs : jouer d'un instrument, chanter ou composer (actif) mais également apprécier la musique écoutée (passif).
Cette intelligence est développée et nécessaire chez les musiciens et compositeurs.

### Intelligence naturaliste (1997)
Dix ans après la publication de son premier ouvrage sur les intelligences multiples, Gardner ajoute une nouvelle intelligence à son modèle, l'intelligence naturaliste,. « L'intelligence naturaliste, qui permet de classer les objets, et de les différencier en catégories. Très sollicitée chez les zoologistes, botanistes, archéologues » tel Darwin. « C’est l’intelligence qui permet d’être sensible à ce qui est vivant ou de comprendre l’environnement dans lequel l’homme évolue. C'est la capacité d’apprécier, de reconnaître et de classer la faune, la flore et le monde minéral. Cette capacité s’applique aussi, par extension, à l’univers culturel qu’il permet d’interpréter ».

### Intelligence existentielle (ou spirituelle)
L'intelligence existentielle, ou intelligence spirituelle, chez Howard Gardner, se définit par l’aptitude à se questionner sur le sens et l’origine des choses. C’est la capacité à penser nos origines et notre destinée. Cette intelligence spirituelle, existentielle ou morale est encore définie comme l’aptitude à se situer par rapport aux limites cosmiques (l'infiniment grand et l'infiniment petit) ou à édicter des règles ou des comportements en rapport aux domaines de la vie.
Howard Gardner qualifie l'intelligence existentielle de « huitième et demi » dans son modèle. Elle n'est pas une intelligence à part entière[réf. incomplète]...

## Autres théories des intelligences multiples
Plusieurs autres théories mettent en cause l'approche psychométrique et considèrent que le modèle du facteur g pourrait être incomplet. Robert Sternberg a ainsi proposé la théorie triarchique de l'intelligence.
Dans le cas des adultes, Peter Koestenbaum a présenté la sienne[réf. nécessaire].
Tony Buzan dans Your Head First ajoute l'intelligence sexuelle[réf. nécessaire].
Daniel Goleman parle d'intelligence émotionnelle[réf. nécessaire].

## Applications dans le domaine de l'éducation
La théorie de Gardner est largement considérée comme un neuromythe par les spécialistes mais serait encore tenue pour valide par des professionnels de l'éducation,.
Dans le domaine de l'application, les intelligences multiples sont utilisées, jusqu'à présent principalement en secondaire, pour identifier les profils et les intelligences des élèves et leur proposer un accompagnement adéquat.[réf. nécessaire]

## Critiques scientifiques
La théorie de Gardner a fait l'objet de très nombreuses critiques dans le monde scientifique,. Ces critiques sont théoriques et pratiques.

### Manque de preuves scientifiques invalidant lefacteurg
Les théories sur l'intelligence sont complexes et nombreuses. La plupart des scientifiques en psychologie s'appuient sur les modèles fondés sur les techniques de la psychométrie. L'intelligence est mesurée et ses composantes analysées. La mesure des comportements et compétences est en effet le fondement de la psychologie scientifique. Des études statistiques, portant sur des milliers d'études à travers le monde, démontrent l'existence d'un facteur g commun à de nombreuses autres fonctions cognitives.
Cependant : « Dans l'analyse de l'intelligence, l'analyse factorielle a conduit Spearman à considérer plusieurs groupes d'activités, plusieurs aptitudes :
- logique,
- psychologique,
- verbale,
- arithmétique,
- mécanique,
- imaginative.

Et l'on voit déjà par là que le facteur G de niveau général est insuffisant pour caractériser un individu puisque la réussite à une épreuve d'intelligence mécanique, par exemple, ne nous permet aucune prévision pour la réussite à une épreuve d'intelligence verbale. La réussite varie donc suivant la matière d'activité : avant que Spearman ne l'établit avec rigueur on s'en doutait bien un peu. »
René Zazzo ne parlera plus d'intelligence mais des intelligences à la suite de la découverte en 1946 de Josiane (12 ans). Malgré un résultat de 120 au test du QI, elle a une incapacité à apprendre à lire à la suite d'un problème de reconnaissance dans l'espace soit à une défaillance cognitive de ce que qu'Howard Gardner nomme intelligence spatiale.
L'une des principales critiques de la théorie de Gardner est qu'elle n'a jamais été testée expérimentalement ni soumise à un examen par les pairs (ni par Gardner, ni par d'autres chercheurs indépendants). Elle est infalsifiable selon l'épistémologie de Karl Popper et les cognitivistes réduisant la recherche à la Evidence based (démarches purement empiriques basées sur des tests et des mesures contrôlées). Gardner reconnait lui-même les limites de son modèle. Ne connaissant pas les études du psychologue français René Zazzo, Howard Gardner écrit dans plusieurs publications qu'il espère que les validations empiriques viendront étayer ses thèses.
Schmidt et Hunter (2004) suggèrent qu'un modèle où la validité prédictive des aptitudes spécifiques serait supérieure à celui de la capacité mentale générale (facteur g), n'a pas reçu un appui empirique (en d'autres mots, n'a pas été démontrée par des données, des études scientifiques) : cent ans après sa mise en évidence, le facteur g continue à être solidement prédictif des performances professionnelles.
Linda Gottfredson (2006) défend l'hypothèse que les résultats de milliers d'études démontrent l'importance de QI sur les résultats scolaires et le rendement au travail (voir aussi les travaux de Schmidt & Hunter, 2004). Elle souligne que le QI prédit ou est corrélé également avec de nombreuses autres réussites dans la vie. Au contraire, les preuves empiriques à l'appui de la non-g intelligence sont absentes ou très faibles. Elle explique la popularité du modèle par le fait que la théorie suggère que tout le monde peut être intelligent, d'une certaine façon.
Cependant René Zazzo dans le Devenir de l'intelligence écrit en 1943 met en avant les études montrant expérimentalement plusieurs types d'intelligences quand bien même il existe des tests définissant plusieurs niveaux et plusieurs puissances. Il montre aussi l'impossibilité à rassembler les résultats des différents tests dans un même et unique facteur. Ainsi dans la lignée de la psychologie complexe d'Henri Wallon où l'« on ne saurait distinguer l'intelligence de ses opérations », Réne Zazzo montre d'un point de vue historique et empirique que « le moment est venu où l'on sait que s'il est impossible de trouver le test idéal d'intelligence c'est qu'il n'y a pas une Intelligence, que de l'Intelligence conduit nos comportements, toutes nos activités que la routine n'a point encore endormis. Toutes nos activités : l'intelligence n'est pas séparée de la personnalité, du caractère ».

### Manque de lien avec les neurosciences
La théorie des intelligences multiples ne prend pas en compte les modèles des neurosciences cognitives. Or ces modèles sont compatibles avec le modèle de Cattell-Horn-Carroll (CHC) qui est le modèle actuellement prédominant en psychométrie[réf. nécessaire]. Le modèle CHC et les modèles des neurosciences sont intégrés aux tests d'intelligence tels que la  KABC de Alan S. Kaufman et Nadeen L. Kaufman[réf. nécessaire].

### Manque d'une hiérarchie des intelligences
Sur le plan pratique, la liste des intelligences de Gardner manque d'une hiérarchie de l'importance de ces intelligences.
Dans son manuel de psychologie, Michael Eysenck présente les limites du modèle en expliquant que le problème du modèle est que tous les différents types d'intelligence présentés par Gardner ne sont pas tous aussi importants dans la société. Ainsi, des déficits des intelligences logique-mathématique, linguistique, visuo-spatiale et interpersonnelle peuvent avoir de sérieuses conséquences sur la vie quotidienne, tandis qu'il est peu probable que ce soit le cas des déficits des intelligences dites musicale ou kinesthésique.
Robert Sternberg (cité par Flynn), qui défend également l'idée que le facteur g n'est pas la seule source d'intelligence, souligne cependant les écueils théoriques de Gardner. Par exemple, il va de soi qu'un manque de compétences musicales ne peut pas être assimilé à une limitation mentale telle que le fait de ne pas pouvoir apprendre le langage.
James Flynn se montre également très critique de Gardner. Il reconnaît qu'il est utile que le modèle de Gardner permette aux enfants qui ne sont pas très performants sur le plan scolaire de savoir qu'ils peuvent néanmoins exceller dans d'autres domaines, restaurant ainsi leur moral. Cependant, sur un plan purement statistique, avoir un bon salaire en tant qu'adulte grâce à ces habilités non académiques (sport, musique, danse, dessin...) est d'une chance sur 10 000[réf. souhaitée]. Flynn met en garde contre le fait de mentir aux parents sur les chances de réussite de leur enfant : un enfant qui est dans le 64e centile en basket-ball mais n'arrive pas à suivre en lecture et mathématiques n'est pas en bonne position pour obtenir un bon emploi et un bon salaire dans la vie, et dire le contraire revient à mentir aux parents. Il met en garde contre le fait qu'une telle théorie « dissimule la vraie hiérarchie des priorités sociales en Amérique ».